# Leo Gordon
Leo Vincent Gordon  (n. 2 decembrie 1922, New York City, New York, SUA – d. 26 decembrie 2000, Los Angeles, California, SUA) a fost un actor american de film și televiziune, scenarist și romancier. 

## Biografie
În peste 40 de ani de activitate în film și televiziune a fost cel mai frecvent distribuit ca actor în rol secundar, jucând personaje negative brutale, dar ocazional a avut roluri mai simpatice pe care le-a interpretat la fel de eficient. A scris numeroase scenarii de film și televiziune, primul scenariu de mare succes fiind cel al filmului noir The Cry Baby Killer din 1958 (în care a jucat tânărul și necunoscutul în acel moment Jack Nicholson).  
Pe lângă munca sa ca scenarist de filme și televiziune, Gordon a scris sau co-a scris mai multe romane, inclusiv romanul de istorie occidentală Powderkeg.

## Filmografie completă
- China Venture (1953) - Sgt. Hank Janowicz
- City of Bad Men (1953) - Russell (nemenționat)
- Gun Fury (1953) - Tom "Jess" Burgess
- All the Brothers Were Valiant (1953) - Peter How
- Hondo (1953) - Ed Lowe
- Riot in Cell Block 11 (1954) - Crazy Mike Carnie
- The Egyptian (1954) - Minor Role (nemenționat)
- The Yellow Mountain (1954) - Drake
- Sign of the Pagan (1954) - Bleda
- The Bamboo Prison (1954) - Pike
- Ten Wanted Men (1955) - Frank Scavo
- Seven Angry Men (1955) - Martin White
- Santa Fe Passage (1955) - Tuss McLawery
- Soldier of Fortune (1955) - Big Matt
- Robbers' Roost (1955) - Jeff
- Tennessee's Partner (1955) - The Sheriff
- Man with the Gun (1955) - Ed Pinchot
- The Conqueror (1956) - Tartar Captain
- The Steel Jungle (1956) - Lupo
- Red Sundown (1956) - Rod Zellman
- The Man Who Knew Too Much (1956) - Chauffeur (nemenționat)
- Great Day in the Morning (1956) - Zeff Masterson
- Johnny Concho (1956) - Mason
- 7th Cavalry (1956) - Vogel
- The Restless Breed (1957) - Cherokee
- Lure of the Swamp (1957) - Steggins, Insurance Investigator
- Black Patch (1957) - Hank Danner
- The Tall Stranger (1957) - Stark
- Baby Face Nelson (1957) - John Dillinger
- Man in the Shadow (1957) - Chet Huneker
- The Notorious Mr. Monks (1958) - Chip Klamp
- Quantrill's Raiders (1958) - Quantrill
- The Cry Baby Killer (1958) - Man in Crowd (nemenționat)
- Apache Territory (1958) - Zimmerman
- Ride a Crooked Trail (1958) - Sam Mason
- Escort West (1958) - Trooper Vogel
- The Big Operator (1959) - Danny Sacanzi
- The Jayhawkers! (1959) - Jake Barton
- Noose for a Gunman (1960) - Link Roy
- The Nun and the Sergeant (1962) - Dockman
- The Intruder (1962) - Sam Griffin
- Tarzan Goes to India (1962) - Bryce, Head Engineer
- The Raven (1963) - Grimes (voce, nemenționat)
- The Haunted Palace (1963) - Edgar Weeden / Ezra Weeden
- McLintock! (1963) - Jones
- Kings of the Sun (1963) - Hunac Ceel
- Kitten with a Whip (1964) - Enders
- The Girls on the Beach (1965) - Second Waiter (nemenționat)
- The Dictator's Guns (1965) - Morrison
- The Night of the Grizzly (1966) - Cass Dowdy
- Beau Geste (1966) - Krauss
- Tobruk (1967) - Sgt. Krug
- Devil's Angels (1967) - Sheriff Henderson
- The St. Valentine's Day Massacre (1967) - Heitler
- Hostile Guns (1967) - Hank Pleasant
- Buckskin (1968) - Travis
- You Can't Win 'Em All (1970) - Bolek
- The Trackers (1971, TV Movie) - Higgins
- Bonnie's Kids (1973) - Charley
- My Name Is Nobody (1973) - Red
- Nashville Girl (1976) - Burt
- The Lucifer Complex (1978) - Norris (nemenționat)
- Son of Hitler (1978) - Tuennes
- Bog (1979) - Dr. John Warren
- Rage! (1980, TV Movie) - Cal's Father
- M.A.D.D.: Mothers Against Drunk Drivers (1983, TV Movie) - ofițer Horvath
- Fire and Ice (1983) - Jarol
- The Rousters (1983, TV Movie) - Unhappy Gun Buyer
- Savage Dawn (1985) - Sheriff
- The All American Cowboy (1985, TV Movie)
- The Garbage Pail Kids Movie (1987) - Guard #1
- Big Top Pee-wee (1988) - Joe the Blacksmith
- Saturday the 14th Strikes Back (1988) - The Evil One
- Alienator (1989) - Col. Coburn
- Mob Boss (1990) - Don O'Reily
- Maverick (1994) - Poker Player
- The Adventures of Young Indiana Jones: Hollywood Follies (1984, TV Movie) - Wyatt Earp (ultimul său rol de film)

### Televiziune
- Official Detective - episodul "Muggers" (1958)  - Joseph Kirku
- Sea Hunt - episodul "Flooded Mine" (1958)  - panicky miner
- Cheyenne - episodul "The Outlander" (1955)  - MacDonald
- Gunsmoke - 5 episoade (1956-1974)
- Broken Arrow – episodul "The Raiders" (1956)  - Will Carr
- Tales of Wells Fargo - 3 episoade (1957-1961)
- Maverick - 5 episoade (1957–1959)
- Walt Disney's Wonderful World of Color - 2 episoade (1958)
- The Rifleman (1958-1963) - 2 episoade
- The Walter Winchell File - episodul "The Witness" (1957)  - Robinson
- Perry Mason - episodul "The Case of the Dangerous Dowager" (1959)  - Charles Benson
- Bonanza – 3 episoade (1959-1968)
- The Andy Griffith Show – episodul "High Noon in Mayberry" (1963)  - Luke Comstock
- Laredo – episodul "Lazyfoot, Where Are You?" (1965)  - Moose
- Daniel Boone – episodul "A Rope for Mingo" (1965)  - Silas Morgan
- Laredo – episodul "The Land Slickers" (1966)  - Wayne Emerson
- McCloud – episodul "Horse Stealing on Fifth Avenue" (1970)  - ofițer Shannen
- O'Hara, U.S. Treasury – episodul "Operation: Hijack" (1971)  - Harry Wilson
- Alias Smith and Jones – episodul "Smiler with a Gun" (1971)  - Ebenezer
- Hec Ramsey – episodul "The Mystery of Chalk Hill" (1973)  - Shaneley
- The F.B.I. – episodul "Diamond Run" (1974)  - Drunk Driver
- Adam-12 - 5 episoade (1971-1975)
- Cannon – episodul "A Touch of Venom" (1975)  - Jack Danvers
- The Rockford Files - 4 episoade (1978-1979)
- Little House on the Prairie – episodul "The King Is Dead" (1979)  - Milo Stavroupolis
- Fantasy Island - 2 episoade (1980-1981)
- The Winds of War (miniserial TV din 1983)  - General "Train" Anderson
- Magnum, P.I. – episodul "The People vs. Orville Wright" (1987)  - Croquet Player